# Parampal Singh
Parampal Singh (ur. 1985) – australijski zapaśnik walczący w stylu wolnym. Srebrny medalista mistrzostw Oceanii w 2016 i brązowy w 2012 roku.